# Zawójka płaska
Zawójka płaska (Valvata cristata) – gatunek palearktycznego, słodkowodnego, niewielkiego ślimaka z rodziny zawójkowatych (Valvatidae). W Polsce pospolita w różnych typach wód śródlądowych.

## Etymologia nazwy
Nazwa rodzaju jest pochodną łacińskiego słowa określającego muszlę (valva, -ae, łac.), epitet gatunkowy odnosi się zaś do tego, że pierzaste, „czubate” skrzele często wystaje poza jamę płaszcza (cristata łac. – czubata ).

## Cechy morfologiczne

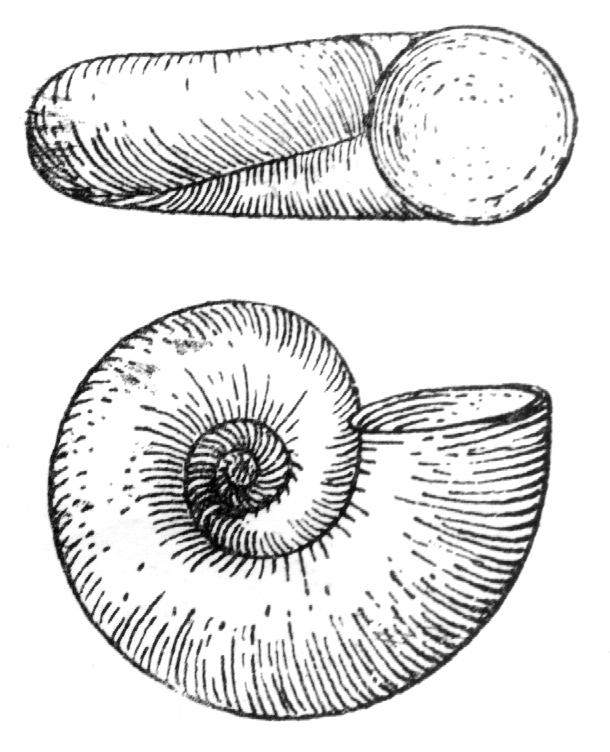
Szkic muszli zawójki płaskiej

Muszla prawoskrętna, o wypukłych, szybko narastających skrętach, zwiniętych w jednej płaszczyźnie. Liczba skrętów: 3–3 ½. Szew mocno wcięty, skręty stykają się ze sobą na bardzo małej powierzchni – często spotykane są anomalie w budowie muszli, polegające na „odklejeniu” ostatniego skrętu od przedostatniego. Otwór muszli regularnie kolisty, o połączonych brzegach. Szczyt muszli płaski lub lekko wklęsły, pępek bardzo szeroki – zajmuje więcej niż 1/3 średnicy muszli. Powierzchnia skrętów delikatnie poprzecznie prążkowana, niekiedy występuje także prążkowanie spiralne. Wieczko rogowe, cienkie, o spiralnej budowie z 6–7 kolistymi skrętami. Muszla przezroczysta, o żółtawej lub żółtawo-szarej barwie, z lekkim połyskiem. Szerokość muszli: 2–3,5 mm; wysokość: 0,6–1,5 mm.
Grzbiet ciała ślimaka, ryjek, nasad czułków szaro ubarwione, stopa, skrzele i szczyt czułków cielisto-beżowe. Oczy położone u podstawy czułków. Czułki długie, cienkie.

### Zmienność
Zawójka płaska jest gatunkiem o małej zmienności fenotypowej. Oprócz okazjonalnie występujących osobników z „odklejonym” ostatnim skrętem muszli, wskutek zarażenia pasożytniczymi przywrami może dochodzić do deformacji rozwojowych w budowie muszli (przewężenia na skrętach muszli, wzniesiona skrętka).

## Występowanie
Gatunek palearktyczny, nie występuje w północnej Skandynawii. W Polsce pospolita i rozprzestrzeniona na terenie całego kraju, z wyjątkiem obszarów górskich i podgórskich, gdzie występuje tylko na nielicznych stanowiskach w Beskidach Wschodnich i Beskidach Zachodnich.

## Biologia i ekologia

### Zajmowane siedliska
Występuje w wolno płynących rzekach, starorzeczach, stawach, strefie przybrzeżnej jezior, rowach melioracyjnych, trwałych i okresowych drobnych zbiornikach wodnych. Szczególnie częsta w płytkich, mocno zarośniętych zbiornikach wodnych o mulistym dnie. Preferuje wody eutroficzne, dobrze natlenione. Występuje też licznie w źródliskach. Dobrze znosi okresowe wysychanie zbiorników, toleruje zasolenie do 5 promili.

### Odżywianie
Filtrator i zdrapywacz. Odżywia się detrytusem, peryfitonem, zeskrobywuje radulą fragmenty tkanek roślin wodnych.

### Rozmnażanie
Obojnaki. W trakcie zapłodnienia jeden osobnik pełni rolę samca, a drugi samicy. Sezon rozrodczy w warunkach klimatycznych Polski rozpoczyna się wiosną. Kopulacja trwa 1–2 godziny, jest wielokrotnie powtarzana. Jaja (średnica: 0,2–0,3 mm) składane w kokonach jajowych, mających wydłużony kształt. Kokony przyczepiane są pionowo na roślinach wodnych. Liczba jaj w kokonie wynosi średnio od 1 do 4. Jaja w kokonie zatopione są w galaretowatej, białkowej substancji, i zawieszone na charakterystycznych sznureczkach. Rozwój prosty. Rozwój embrionalny trwa od 8 do 30–40 dni, zależnie od temperatury otoczenia. Osiągają dojrzałość (jako samice) przy wymiarach muszli powyżej 2 mm. Czas życia osobnika: 1–3 lata, w warunkach laboratoryjnych. W trakcie życia osobnik składa ok. 50 kokonów jajowych.

## Interakcje międzygatunkowe
Zawójka płaska jest chętnie zjadana przez ryby i pijawki. Jest też żywicielem pośrednim pasożytniczych przywr (m.in. Asymphylodora, Trichobilharzia). Na jajach oraz osobnikach młodocianych rozwijają się pasożytnicze grzyby (Saprolegniales). Jaja są też zjadane przez żerujące na peryfitonie duże ślimaki zatoczkowate oraz larwy muchówek.